# Fortul
Fortul è un comune della Colombia facente parte del dipartimento di Arauca.
Il comune venne istituito il 15 dicembre 1989.